# Пожежна частина на Заїківці (Харків)
Пожежна частина на Заїківці (також — Пожежна частина № 4 Харкова) — пожежна частина та комплекс пам'яток архітектури та містобудування місцевого значення (охоронні №7098-Ха, 7099-Ха, 7100-Ха, 7101-Ха). Розташована на Квіткинській вулиці, 25, в історичній місцевості Заїківка.
У старовинній будівлі з каланчею розміщується підрозділ МНС ПДПЧ-4. Також в комплексі будівель за цією адресою розташовані районний відділ ГУ МНС України та дослідно-випробувальна лабораторія МНС[джерело?].

## Історія
Власник землі, Андрій Валеріанович Квітка, почав продавати ділянки землі, а територію, де зараз розташована пожежна частина, подарував міській владі. На Квіткинській площі (зараз Квіткинська вулиця) у 1884—1886 роках збудовано 4-ту пожежну частину та депо для машин за проєктом архітектора Г. Я. Стрижевського.
28 березня 2022 року Міністерство культури та інформаційної політики України повідомило, що будівля суттєво пошкоджена російським обстрілом.

## Галерея

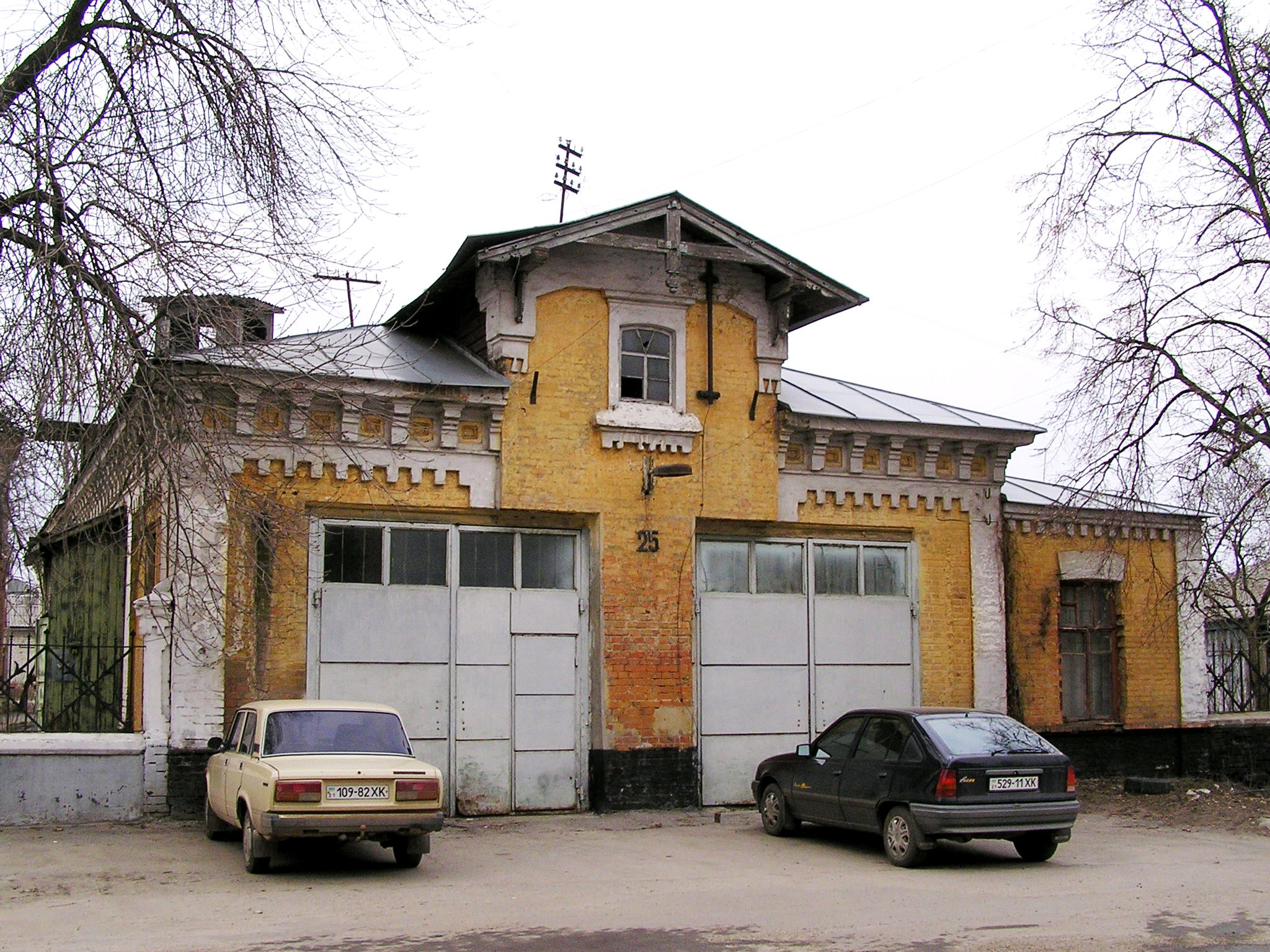
Каретний гараж
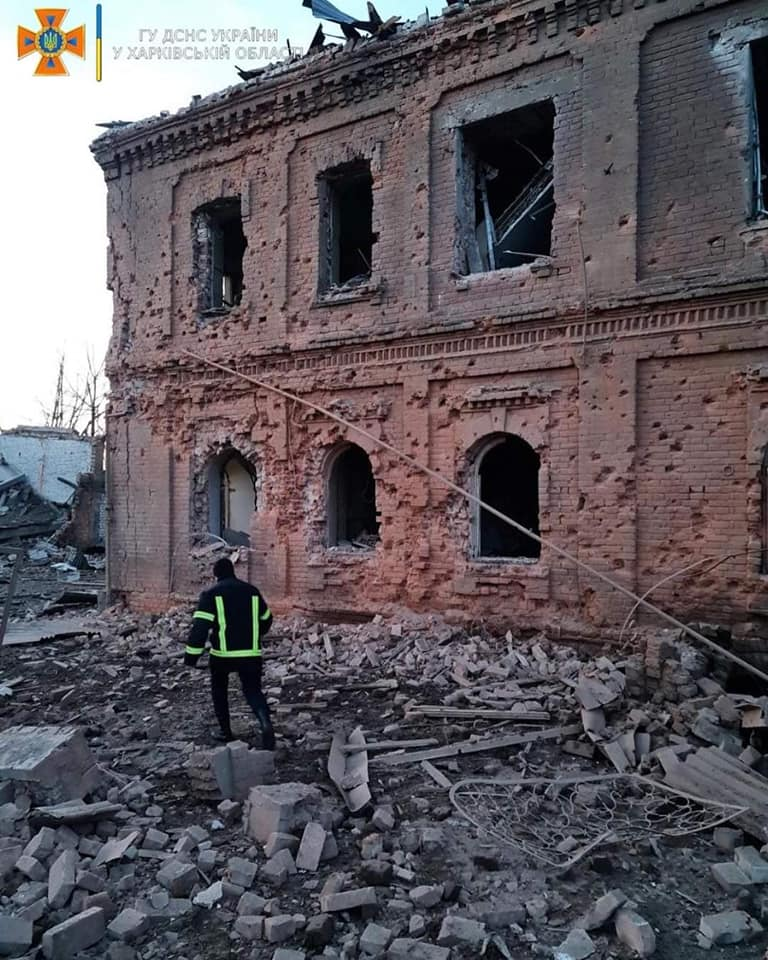
Після обстрілу 2022 року
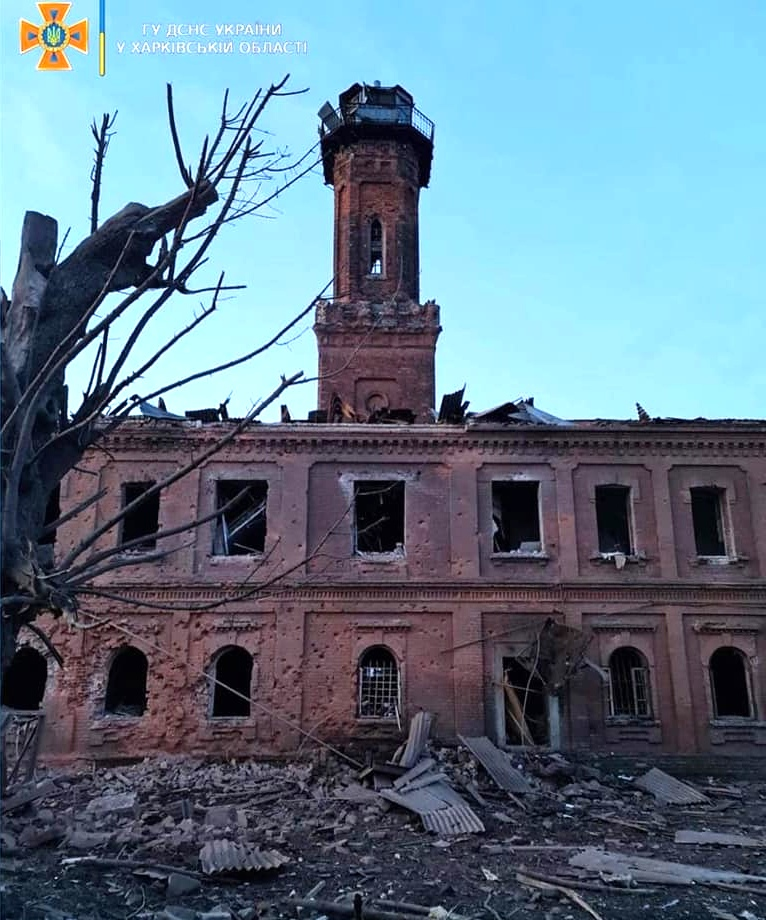
Після обстрілу 2022 року